# Château de Sinclair et Girnigoe
Le château de Sinclair et Girnigoe se trouve à environ cinq kilomètres vers le nord de la ville de Wick, sur la côte est du district de Caithness, dans la zone administrative écossaise de Highland. On le considère comme l'un des premiers manoirs du Clan Sinclair.

## Histoire

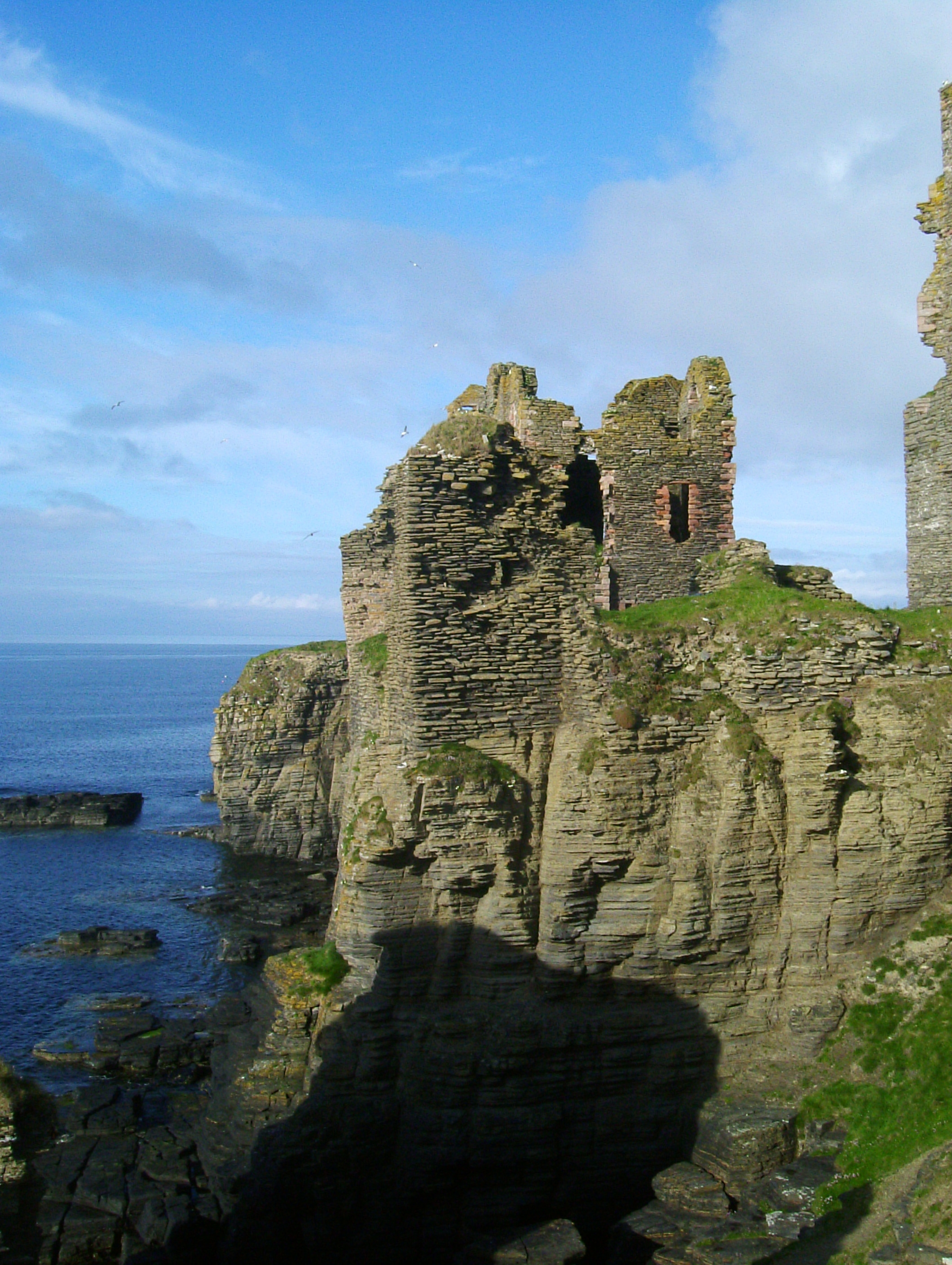
Vue de la baie de Sinclair

Au début, le château était connu uniquement sous le nom de château Girnigoe. Il fut construit par William Sinclair, 2e Comte de Caithness. La date exacte n'est pas connue, et on l'estime entre 1476 et 1496, sachant que Sinclair décéda à la bataille de Flodden Field en 1513. Des indications laisseraient penser que le château fut construit sur un fortin plus ancien.
En 1577, George Sinclair, quatrième comte de Caithness, emprisonna son propre fils John dans le château, suspectant une rébellion. John y fut détenu pendant sept ans, jusqu'à ce que son père ne le nourrisse plus qu'avec du bœuf salé sans pouvoir boire ; il décéda fou assoiffé. 
Le château fut agrandi en 1606, avec de nouvelles structures comme le corps de garde, le tout entouré d'un mur d'enceinte. Ces nouveaux bâtiments furent connectés au château par un pont-levis surplombant un ravin à pic. Le comte de Caithness obtint une permission officielle, dans un Acte du Parlement, pour changer le nom de château Girnigoe en château Sinclair. Cependant, les deux noms furent utilisés. 
Le château fut habité par les comtes de Sinclair jusqu'à l'extinction de la branche en 1676 avec George Sinclair, 6e comte mort sans descendance. John Campbell de Glen Orchy épousa la veuve de George Sinclair et fit valoir ses prétentions sur le titre de comte de Caithness et sur le château par la même occasion. George Sinclair de Keiss, considéré comme l'héritier en droit, prit d'assaut le château en 1679 ce qui entraîna la bataille d'Altimarlech dont les Campbell sortirent victorieux en 1680. George Sinclair de Keiss ne s'avoua pas vaincu et assiégea à nouveau le château un an plus tard, le détruisant à coups de canon. Bien qu'il réclamait le titre de comte de Caithness pour le Clan Sinclair, le château n'était à présent plus qu'une ruine. Jusqu'à récemment, le château continua de se délabrer.

## Architecture

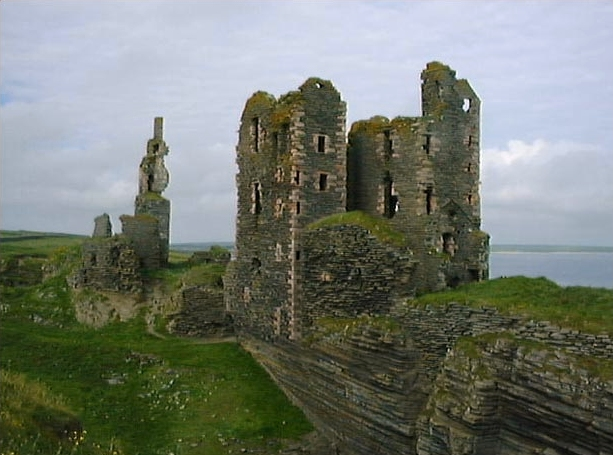
Le château de nos jours

L'élément principal est une maison-tour (tour servant également de maison) de cinq étages à pignons en corneille (crow-stepped gabled i.e. structure du toit avec des marches), surplombant la baie de Sinclair du haut d'un promontoire rocheux. La tour et les bâtiments forment un plan en L avec un mur d'enceinte entourant tout le promontoire. Il y a des preuves montrant que la tower house fut ajoutée au XVIIe siècle. Le château possède des détails architecturaux intéressants, entre autres: une petite chambre secrète dans le plafond en voûte de la cuisine, un escalier taillé dans la roche descendant à la mer et un puits (maintenant comblé) dans le niveau inférieur de la tour.

## Actuellement
Le trust du clan Sinclair a entrepris des travaux de restauration sur le château pour en préserver l'importance historique et archéologique. Une fois la restauration achevée, il devrait être l'un des rares châteaux à être ouverts au public avec des accès pour handicapés.